# TNT (gruppo musicale)
I TNT sono un gruppo heavy metal formatosi nel 1982 a Trondheim, in Norvegia.

## Storia

### Anni 80
I TNT si formarono nel 1982 a Trondheim, composti originariamente da Dag Ingebrigtsen (D.D. Dynamite) alla voce, il chitarrista Ronni Lé Tekrø, il bassista Steinar Eikum ed il batterista Morten "Diesel" Dahl. Ingebrigtsen presto abbandonò il progetto per entrare nei The Kids, un'importante band della scena norvegese. Come TNT, il gruppo debuttò live al Rams motorcycle club, mentre il loro secondo concerto fu al fianco degli Uriah Heep al Nidarøhallen di Trondheim il 2 settembre 1982. Firmando per la PolyGram Records, il debutto omonimo TNT, venne pubblicato in dicembre, seguito nel 1983 dal singolo "Harley Davidson". Questo venne prodotto da Bjorn Nessjø e registrato in Norvegia, fatto che avrebbe potuto far guadagnare una buona popolarità in patria, ma limitare il successo all'estero. Tuttavia, ancora prima della pubblicazione di Harley Davidson, il bassista Steiner Eikum venne allontanato e sostituito da Morty "Black" Skaget. La band con il nuovo membro debuttò al Ørlandsdagan il 4 agosto 1983. Eikum invece entrò in altre band norvegesi come Blonde on Blonde e Perfect Crime. I TNT si prepararono alla pubblicazione del secondo disco, con l'intento di ottenere successo anche al di fuori del mercato norvegese. Sorprendentemente nell'estate del 1984 il frontman Dag Ingebrigtsen venne sostituito dal cantante statunitense Tony Harnell, in precedenza frontman di una band di New York chiamata Jackals. Durante questo periodo nei TNT, Harnell si presentava sotto lo pseudonimo di Tony Hansen. Harnell era stato inoltre membro dei Whitefoxx, una band di Filadelfia, nel quale militarono anche altri musicisti che faranno strada in altre note band, come Reggie Wu, poi chitarrista degli Heavens Edge, Barry Benadetta, successivamente membro dei Waysted, e infine Jim Drnec e Jeff LaBar, entrambi membri dei Cinderella. Dag Ingebrigtsen nel 1986 entrò nella band Swedish Beauty, dalle quali ceneri nacquero gli Swedish Erotica.
Nell'ottobre 1984 i TNT realizzarono una compilation di vecchio materiale, intitolato Knights Of The New Thunder, disco che fu registrato nuovamente con Harnell alla voce, risultando praticamente come il secondo album in studio della band. Molti dei brani contenuti nel disco erano infatti stati scritti e registrati come demo quando Ingebrigtsen militava ancora nella band, ma buona parte dei testi vennero poi riscritti da Harnell. Nell'album vennero inclusi anche i brani "USA" e "Eddie", già presenti nel precedente omonimo con Ingebrigtsen alla voce. In origine la copertina raffigurava due donne mezze nude, e questo fatto provocò dei dibattiti in Norvegia. Così la copertina venne cambiata per il mercato internazionale, eccetto in Giappone dove rimase invariata.

#### Il successo
Quello stesso anno il gruppo riuscì finalmente ad intraprendere un tour negli Stati Uniti, attorno alla East Coast. Nel 1985 la band si ricollocò a Los Angeles firmando un contratto con il manager Doc McGhee, conosciuto per altre sue precedenti collaborazioni con gruppi come Bon Jovi, Scorpions e Mötley Crüe. Sfortunatamente questa unione non diede esiti positivi, così il gruppo sciolse l'accordo con il manager. I TNT tornarono in scena nel 1987 con il successivo Tell No Tales, prodotto ancora una volta da Bjørn Nessjø. Questo disco, che ottenne la prima posizione in Norvegia, lanciò la band nella scena internazionale. I videoclip dei brani "Everyone's A Star" e "10,000 Lovers (In One)" ricevettero un buon supporto da parte di MTV. Arruolando il nuovo tastierista Dag Stokke, la band partecipò ad un tour norvegese chiamato Ten Nights Together. I seguenti tour americani li vedevano suonare da spalla ai Loudness e Stryper nella West Coast in agosto. Nella classifica di Billboard statunitense, il brano "Tell No Tales" ottenne la posizione nº 103, mentre il singolo "10,000 Lovers (In One)" raggiunse la prima posizione in Norvegia per sette settimane, e negli States alla posizione 129. I tour europei vennero seguiti da uno show statunitense al fianco di Twisted Sister e Great White. Nel 1988 il gruppo vinse il titolo di "Best album" ai norvegesi Spellemannprisen award. Prima della realizzazione del nuovo album, il batterista Diesel Dahl abbandonò il gruppo per raggiungere l'ex cantante Ingebrigtsen in un nuovo gruppo chiamato Tindrum nel 1988. Il sostituto di Dahl fu Ken Odiin (Morten Skogstad). Nel 1989 fu pubblicato il quarto album Intuition, registrato a NBL Studios di Trondheim, e prodotto da Bjørn Nessjø con la partecipazione straordinaria dell'ex cantante dei Rainbow Joe Lynn Turner nel suolo di corista. La band poi intraprese un tour giapponese ed altre date come headliner negli States, purtroppo ottenendo poco successo durante le date europee.

### Anni 90
Date le scarse vendite del disco, Odin abbandonò il gruppo e nel 1993 intraprese una carriera di successo con i concittadini Stage Dolls, ma seguì anche l'abbandono da parte della Polygram. Passati alla Atlantic Records, i TNT riallestirono una nuova formazione in occasione della pubblicazione del nuovo disco. Realised Fantasies, fu pubblicato nel 1992, e vedeva dietro i tamburi l'americano John Macaluso, (ex-Alex Masi, Powermad). Registrato ai Glen Cove Studios di New York con il produttore Rick Wake, vedeva come bassista durante le sessioni, il membro dei Blue Öyster Cult Danny Miranda nonché Joe Lynn Turner nuovamente come corista. Tuttavia, le vendite della band stavano cominciando a calare globalmente, con solo il Giappone interessato al lavoro della band. Effettivamente, i TNT effettuarono il tour per la promozione del disco solo nel Sol Levante, dove pubblicarono anche il live album Three Nights in Tokyo. Inevitabilmente i TNT scelsero di sciogliersi nel 1993.
Dopo lo scioglimento Macaluso raggiunse i Riot, Tony Harnell fondò un nuovo progetto chiamato Morning Wood, pubblicando un disco omonimo nel 1994. Ronnie Le Tekrø e Morty Black tornarono in Norvegia e formarono i Vagabond con l'ex batterista degli Stage Dolls Steinar Krokstad ed il frontman Jørn Lande, firmando un contratto con la EMI. Pubblicarono un omonimo nel '94 ed un seguito l'anno successivo ma in seguito vennero bocciati dalla label. Le Tekrø e Black registrarono un tribute album dei Thin Lizzy nel 1994 sotto il nome di Bad Habitz. Le Tekrö fondò anche il progetto Rypdal & Tekrö con il talentuoso chitarrista jazz rock norvegese Terje Rypdal e la sezione ritmica dei Vagabond per due album. Il secondo album, A Huge Fan Of Life, emerse in Giappone durante il 1995 realizzato per la Morty Black Records in Scandinavia.

#### Reunion
Harnell, Le Tekrø e Black decisero di riformare i TNT nel 1996, con il nuovo batterista Frode Hansen Lamøy, proveniente dai Jack in The Box. Da questo periodo però i TNT tesero ad allontanarsi dalle loro sonorità classiche con la pubblicazione del nuovo disco Firefly, pubblicato nel 1997, che si avvicinava a linee musicali più moderne. Il gruppo suonò i primi due show dopo quattro anni in Norvegia a Raufoss e Oslo, e successivamente in Giappone. Tony Harnell abbandonò la band, per poi farvi ritorno nel 1998. Quello stesso anno Le Tekrø realizzò il suo debutto solista intitolato Extra Strong String, nelle quali sessioni parteciparono i colleghi dei TNT Dag Skogge, Morty Black e Frode Lamøy. Allo stesso tempo, Tony Harnell formò il suo nuovo progetto parallelo, i Westworld, un supergruppo che includeva altri noti musicisti come il chitarrista dei Riot Mark Reale, il bassista dei Danger Danger Bruno Ravel e l'ex batterista dei Blue Öyster Cult e Rainbow John O'Reilly. Il debutto del superprogetto, dal titolo di Firefly, precedette la pubblicazione del settimo album dei TNT intitolato Transistor, prodotto da Ken Ingwersen e pubblicato nel 1999. Le nuove direzioni della band, ormai orientata su strade pop rock, non soddisfece i vecchi fans, mentre con ulteriore sorpresa si apprese che la band non avrebbe organizzato il tour di supporto al nuovo album. Il batterista John Macaluso fondò un side project chiamato ARK nel 1999 con l'ex chitarrista dei Conception Tøre Ostby, il bassista Ingar Amlien ed il cantante Jorn Lande. Nel 1998 Le Tekrø produsse l'album di debutto dei The Snakes, cover band dei Whitesnake, nel quale figurava lo stesso Jorn Lande come frontman.

### Anni 2000
Nel 2000 Lande pubblicò anche un album solista intitolato Starfire, che naturalmente vedeva la partecipazione di Le Tekrø e Stokke. Quello stesso anno, Black partecipò alle sessioni dell'album di debutto dei Gaia Epicus, mentre Ronnie Le Tekrø suonò un assolo di chitarra nel brano "Soaring On" nel debutto dei Carnivora, Judas (2004).
La formazione classica dei TNT, composta da Tony Harnell, Ronnie Le Tekrø, Morty Black e Diesel Dahl segnò il suo ritorno nel 2003, precedendo l'uscita di un EP di 5 tracce per la label MTM Music. Inizialmente accreditato con il titolo di Taste, questo EP fu infine intitolato Give Me A Sign. A rafforzare la reputazione del gruppo fu anche la pubblicazione di una nuova raccolta edita per la Universal Records chiamata The Big Bang - The Essential Collection. Questa compilation si assicurò la prima posizione nelle classifiche norvegesi. Parallelamente, Tony Harnell, assieme a George Lynch (Dokken, Lynch Mob) e Jason McMaster (Dangerous Toys, Watchtower), registrò la reinterpretazione dei Van Halen "Shy Boy" che venne inclusa nel tribute album Best of Both Worlds, pubblicato per la Versailles Records nello stesso 2003.
Poco tempo dopo venne annunciata la pubblicazione dell'ottavo album dei TNT, My Religion. Realizzato in Giappone per la Avalon Marquee durante il febbraio del 2004, la versione asiatica del disco vedeva la scaletta dei brani completamente differente dalla versione Europea, pubblicata in marzo tramite la label tedesca MTM Music. Grazie ai riscontri positivi ottenuti, i TNT suonarono una serie di date come headliner nel marzo 2004. Nell'agosto di quell'anno la formazione perse il bassista Morty Black a causa di differenze personali e professionali. Durante lo stesso periodo, Tony Harnell entrò a par parte del supergruppo Brazen Abbot. Nel 2005 Tony Harnell annunciò la nascita di un nuovo side project, gli Starbreaker, assieme al chitarrista Magnus Karlsson, il bassista italiano Fabrizio Grossi e l'ex collega nei TNT John Macaluso alla batteria. I TNT tornarono sulle scene nel 2005 con il nuovo album All The Way to The Sun, preceduto dalla realizzazione del singolo "Sometimes". Nel frattempo, Morty Black partecipò come session player nel disco solista di Jorn Lande The Duke.

## Formazione

### Formazione attuale
- Baol Bardot Bulsara - voce (2017-)
- Ronni Le Tekrø - chitarra, cori (1982-92, 1996-)
- Morten "Diesel" Dahl - batteria (1982-87, 2000-)

#### Ex componenti
- Steinar Eikum - basso (1982-83)
- Dag Ingebrigtsen - voce, chitarra ritmica (1982-84)
- Kenneth Odiin (Morten Skogstad) - batteria (1987-89)
- John Macaluso - batteria (1990-92)
- Morty Black - basso, cori (1983-92, 1996-2004)
- Tony Harnell - voce (1984–1992, 1996–2006, 2012, 2013–2015, 2016-2017)
- Victor Borge - basso (2005-12)
- Tony Mills - voce (2006-2013)

### Musicisti di supporto
- Roger Gilton - tastiere (2011-)

#### Ex-musicisti di supporto
- Dag Stokke - tastiere (1987-92, 1996-2011)
- Frode Lamøy - batteria (1996-2000)
- Sid Ringsby - basso (2004-05)

## Discografia

### Album in studio
- 1982 - TNT
- 1984 - Knights of the New Thunder
- 1987 - Tell No Tales
- 1989 - Intuition
- 1992 - Realized Fantasies
- 1997 - Firefly
- 1999 - Transistor
- 2004 - My Religion
- 2005 - All the Way to the Sun
- 2007 - The New Territory
- 2008 - Atlantis
- 2011 - A Farewell To Arms
- 2018- XIII

### Album dal vivo
- 1992 - Three Nights in Tokyo
- 1997 - Firefly and Live!
- 2006 - Live in Madrid

### Raccolte
- 1996 - Till Next Time
- 2003 - The Big Bang - The Essential Collection

### EP
- 2003 - Give Me A Sign
- 2003 - Taste

## Videografia
- 1991 - Forever Shine On [VHS]
- 2005 - The Collection [DVD]
- 2006 - Live in Madrid [DVD]